# Dekanat łuniniecki
Dekanat łuniniecki – jeden z ośmiu dekanatów wchodzących w skład eparchii pińskiej i łuninieckiej Egzarchatu Białoruskiego Patriarchatu Moskiewskiego.

## Parafie w dekanacie
- Parafia Świętych Wiary, Nadziei, Miłości i ich matki Zofii w Bohdanówce
  - Cerkiew Świętych Wiary, Nadziei, Miłości i ich matki Zofii w Bohdanówce
- Parafia św. Paraskiewy Piątnickiej w Bostyniu
  - Cerkiew św. Paraskiewy Piątnickiej w Bostyniu
- Parafia Opieki Matki Bożej w Czuczewiczach Wielkich
  - Cerkiew Opieki Matki Bożej w Czuczewiczach Wielkich
- Parafia Przemienienia Pańskiego w Dziatłowiczach
  - Cerkiew Przemienienia Pańskiego w Dziatłowiczach
- Parafia Przemienienia Pańskiego w Jaźwinkach
  - Cerkiew Przemienienia Pańskiego w Jaźwinkach
  - Cerkiew św. Michała Archanioła w Rokitnie
- Parafia św. Mikołaja Cudotwórcy w Kożangródku
  - Cerkiew św. Mikołaja Cudotwórcy w Kożangródku
  - Cerkiew św. Dymitra Sołuńskiego w Kożangródku
- Parafia Świętych Nowomęczenników i Wyznawców Ziemi Białoruskiej w Krasnej Woli
  - Cerkiew Świętych Nowomęczenników i Wyznawców Ziemi Białoruskiej w Krasnej Woli
- Parafia Narodzenia Najświętszej Maryi Panny w Łachwie
  - Cerkiew Narodzenia Najświętszej Maryi Panny w Łachwie
- Parafia Świętych Borysa i Gleba w Łuninie
  - Cerkiew Świętych Borysa i Gleba w Łuninie
- Parafia Ikony Matki Bożej „Odzyskanie Umarłych” w Łunińcu
  - Cerkiew Ikony Matki Bożej „Odzyskanie Umarłych“ w Łunińcu
- Parafia Podwyższenia Krzyża Pańskiego w Łunińcu
  - Cerkiew Podwyższenia Krzyża Pańskiego w Łunińcu
- Parafia Narodzenia św. Jana Chrzciciela w Mikaszewiczach
  - Cerkiew Narodzenia św. Jana Chrzciciela w Mikaszewiczach
- Parafia Opieki Matki Bożej w Mokrowie
  - Cerkiew Opieki Matki Bożej w Mokrowie
- Parafia Kazańskiej Ikony Matki Bożej w Redygierowie
  - Cerkiew Kazańskiej Ikony Matki Bożej w Redygierowie
- Parafia św. Jerzego Zwycięzcy w Sinkiewiczach
  - Cerkiew św. Jerzego Zwycięzcy w Sinkiewiczach
- Parafia Świętej Trójcy w Wiczynie
  - Cerkiew Świętej Trójcy w Wiczynie
- Parafia Świętej Trójcy w Wołucie
  - Cerkiew Świętej Trójcy w Wołucie

## Galeria

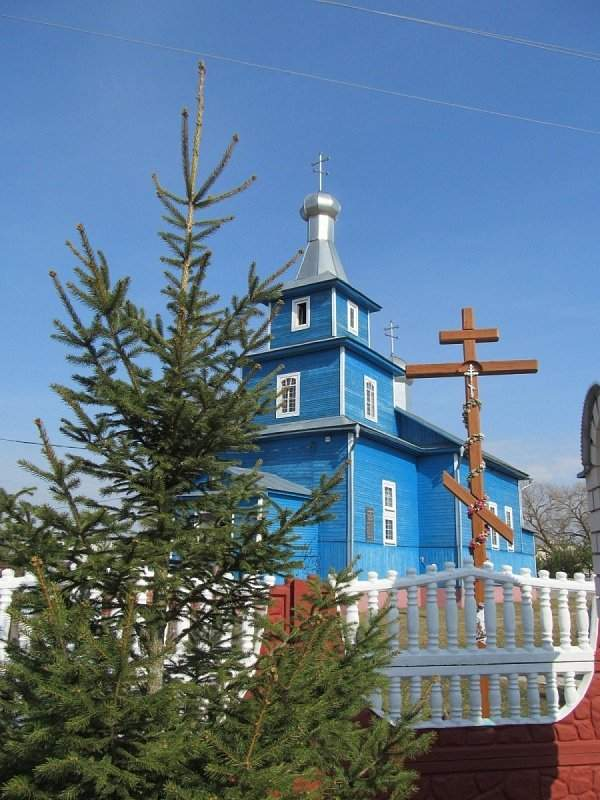
Cerkiew św. Paraskiewy w Bostyniu
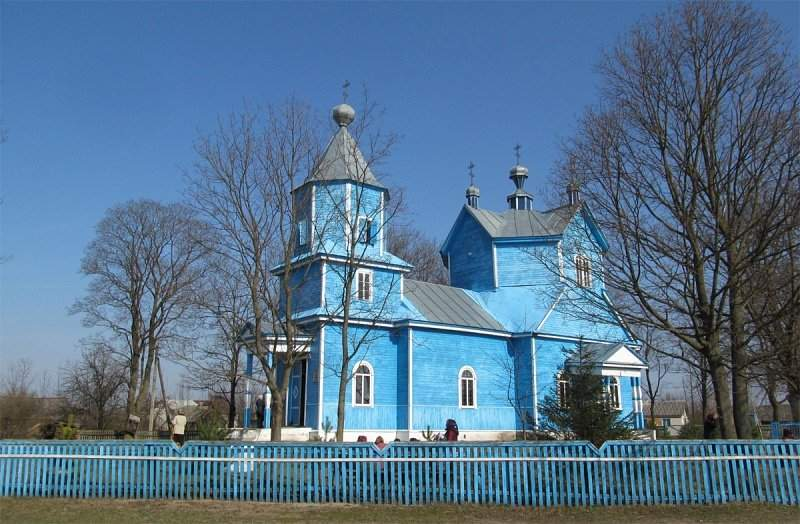
Cerkiew Opieki Matki Bożej w Czuczewiczach Wielkich
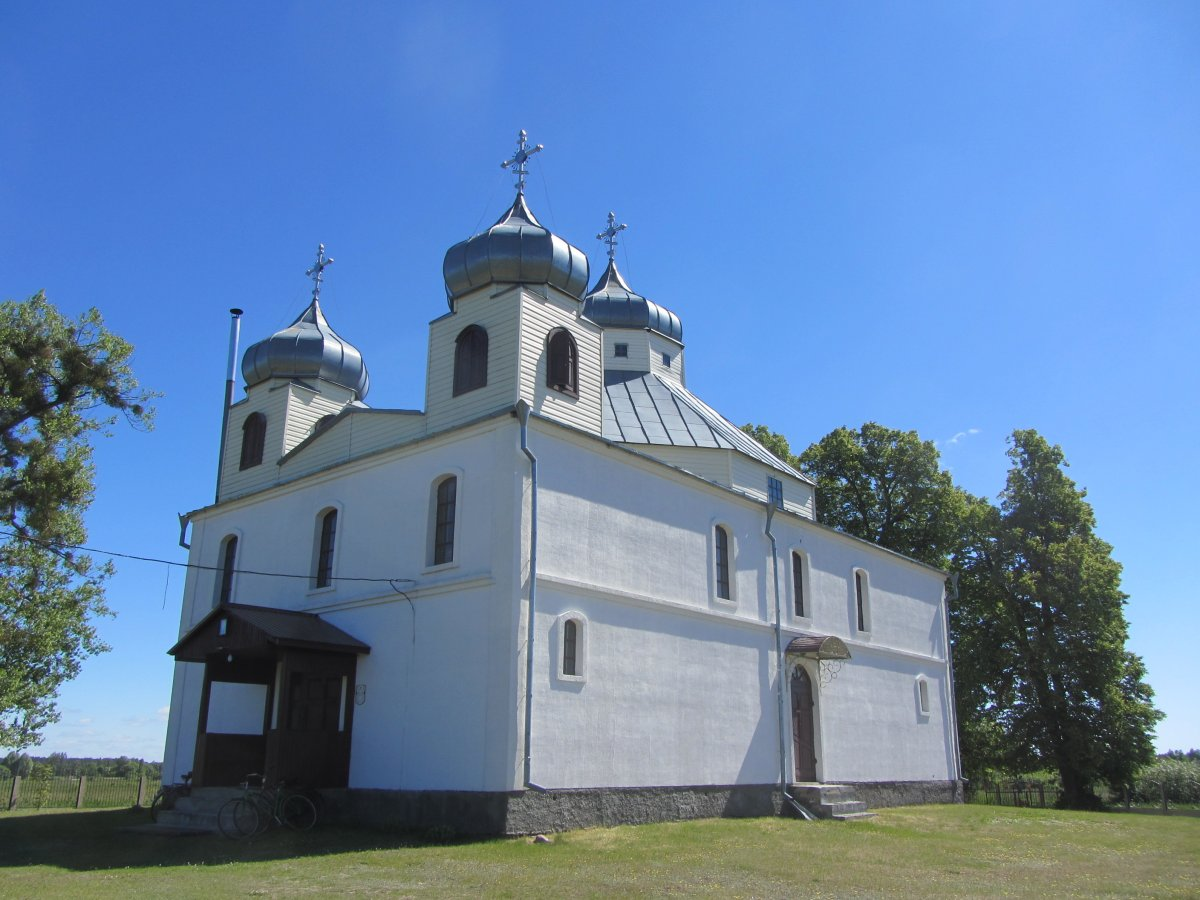
Cerkiew Przemienienia Pańskiego w Dziatłowiczach
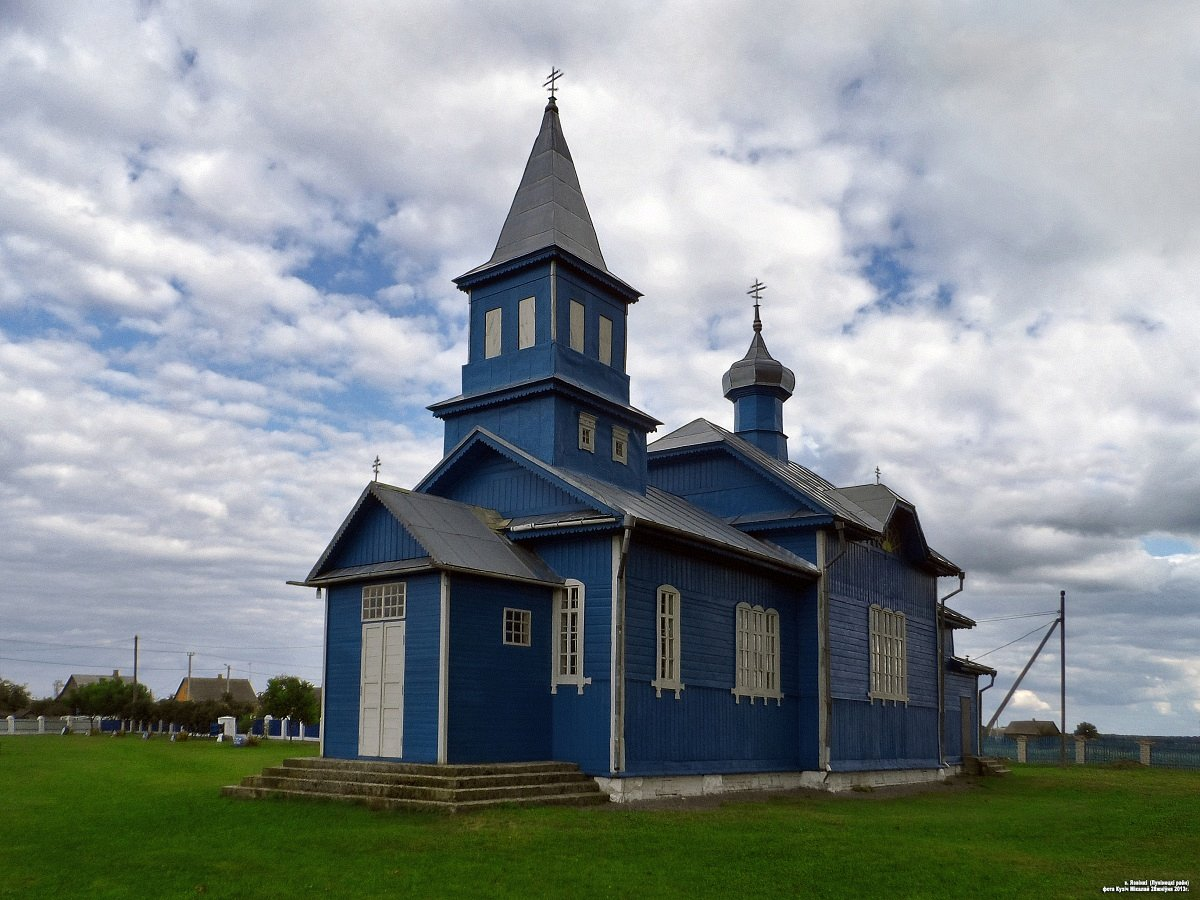
Cerkiew Przemienienia Pańskiego w Jaźwinkach
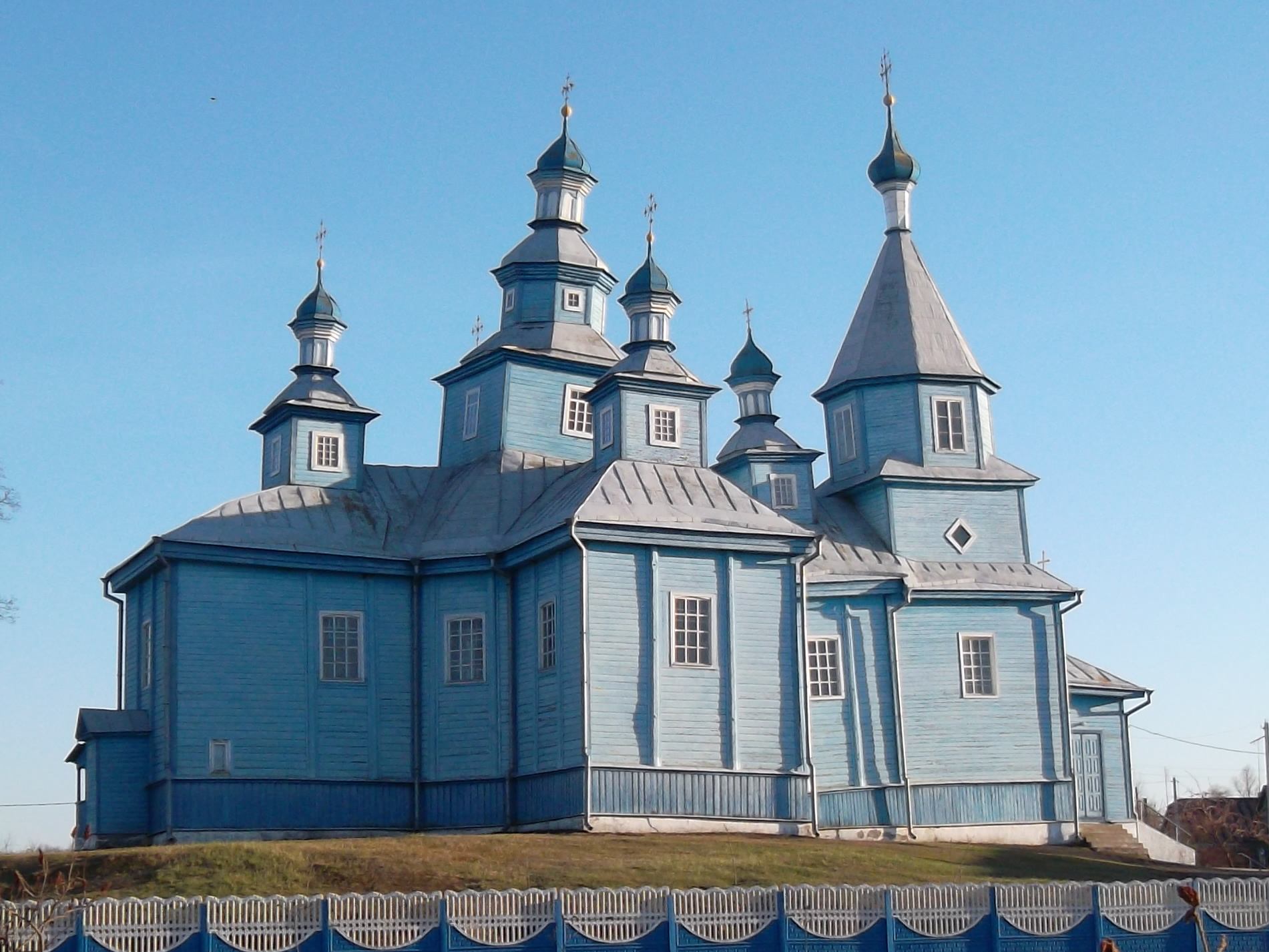
Cerkiew św. Mikołaja Cudotwórcy w Kożangródku
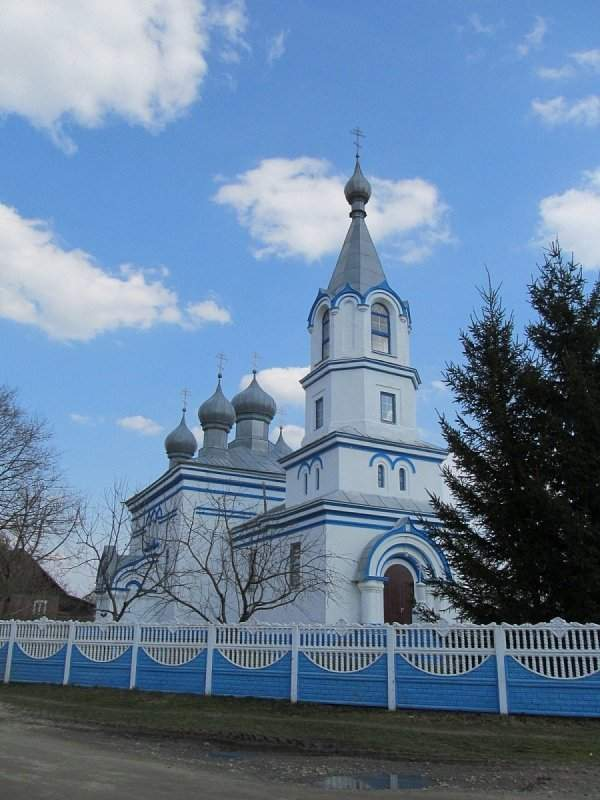
Cerkiew Narodzenia Matki Bożej w Łachwie
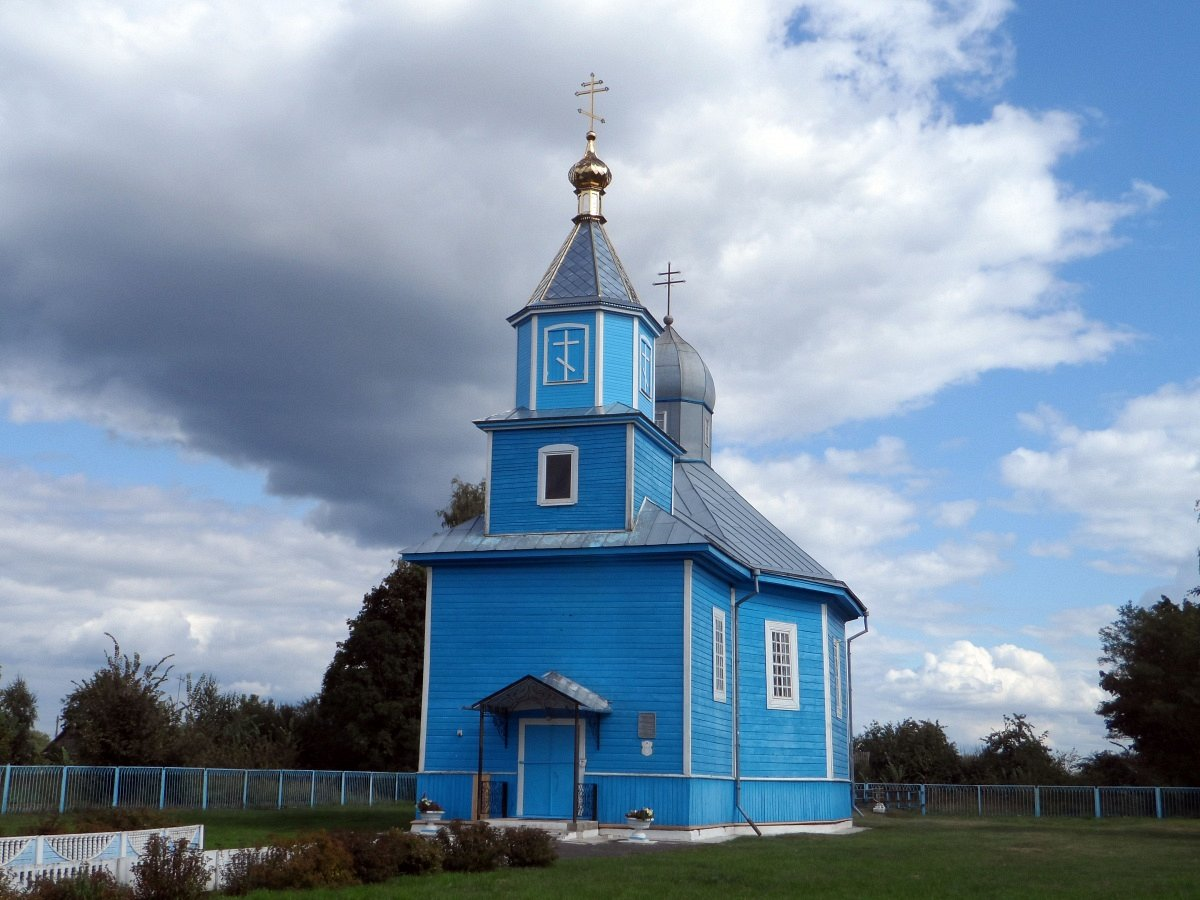
Cerkiew Świętych Borysa i Gleba w Łuninie
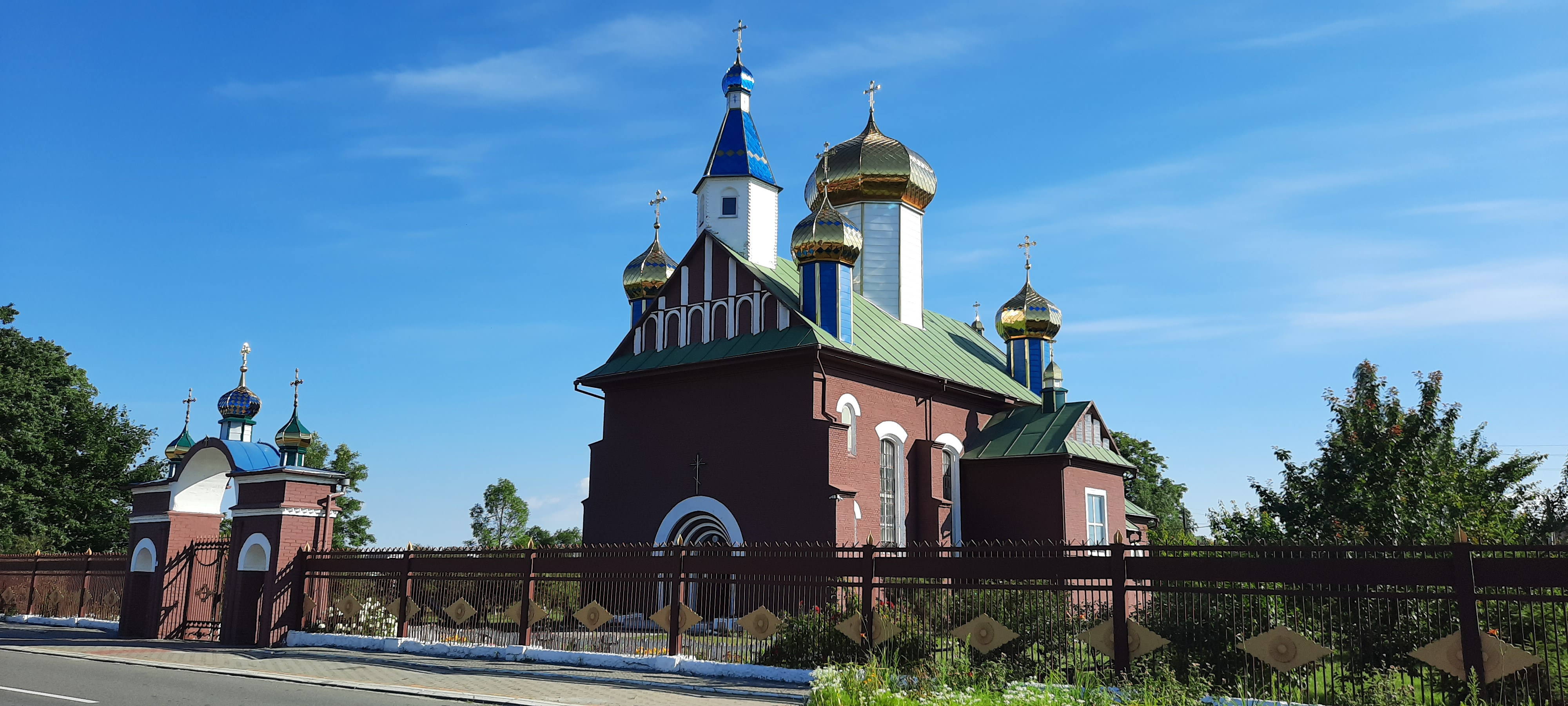
Cerkiew Narodzenia św. Jana Chrzciciela w Mikaszewiczach
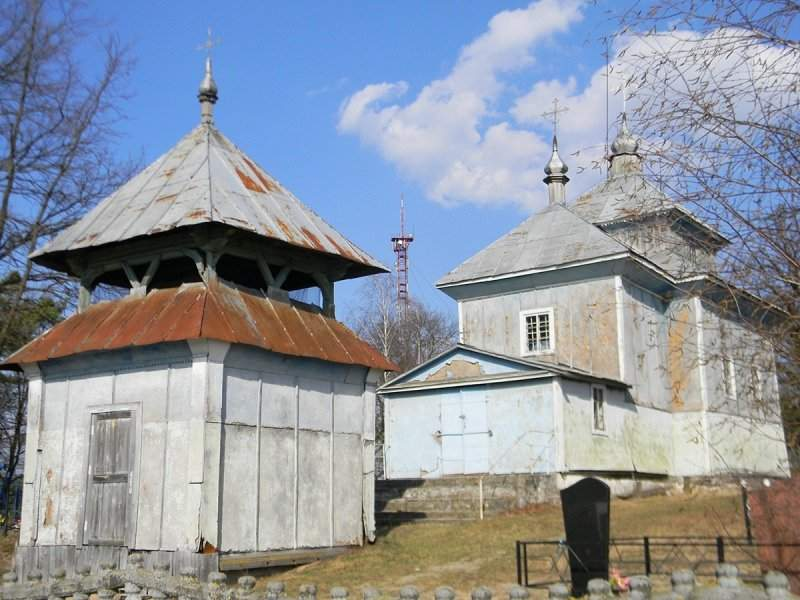
Cerkiew św. Jerzego w Sinkiewiczach
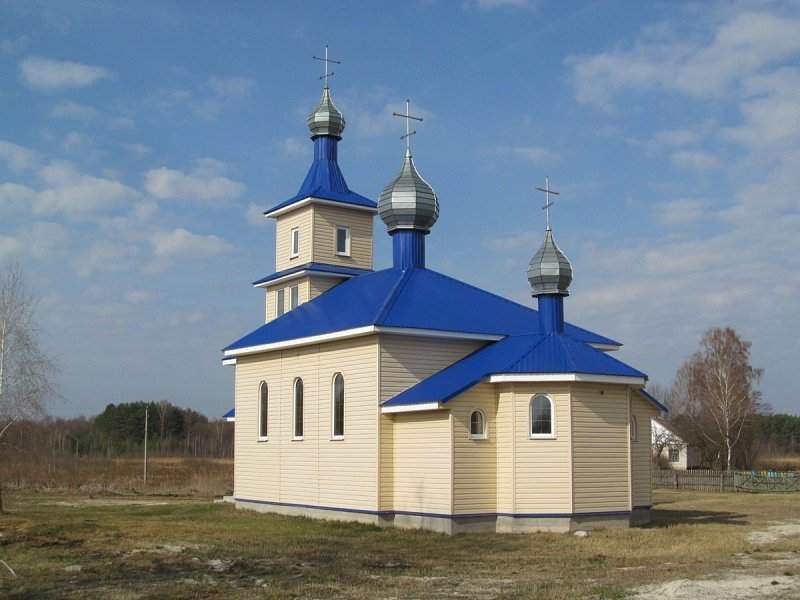
Cerkiew Świętej Trójcy w Wołucie